# Camp de transit de Pithiviers

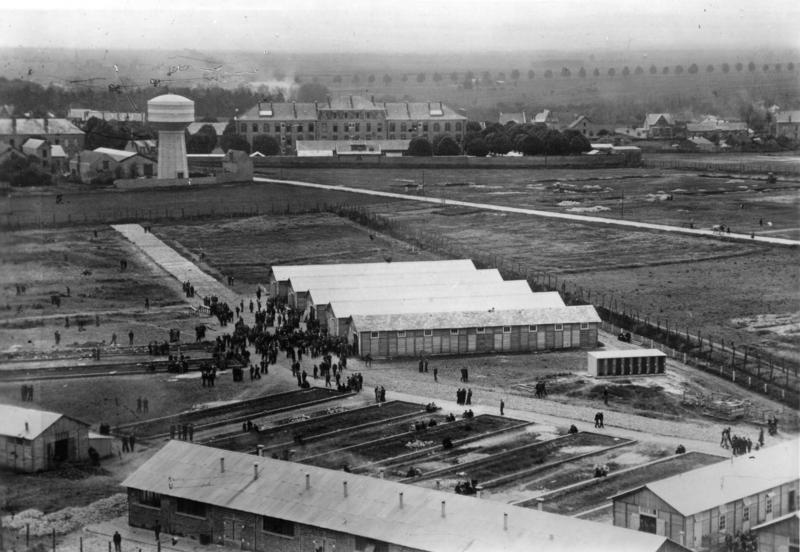
Camp de transit de Pithiviers (1941)

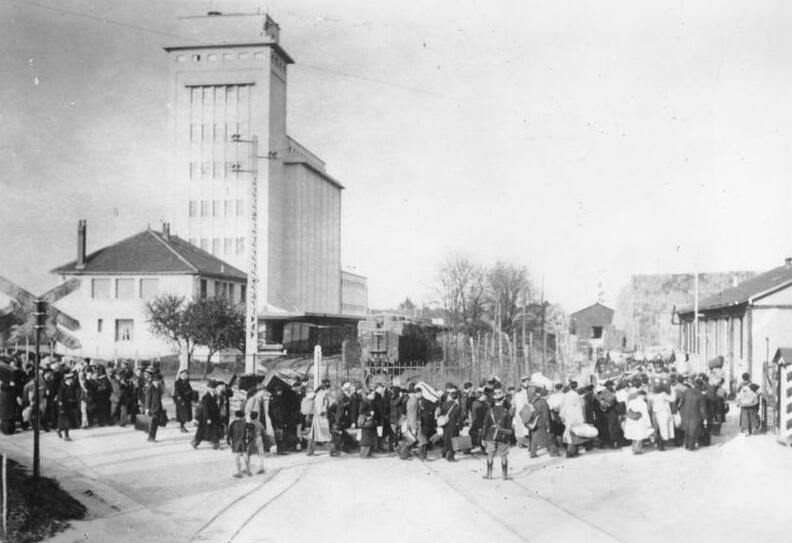
Ankunft im Lager Pithiviers

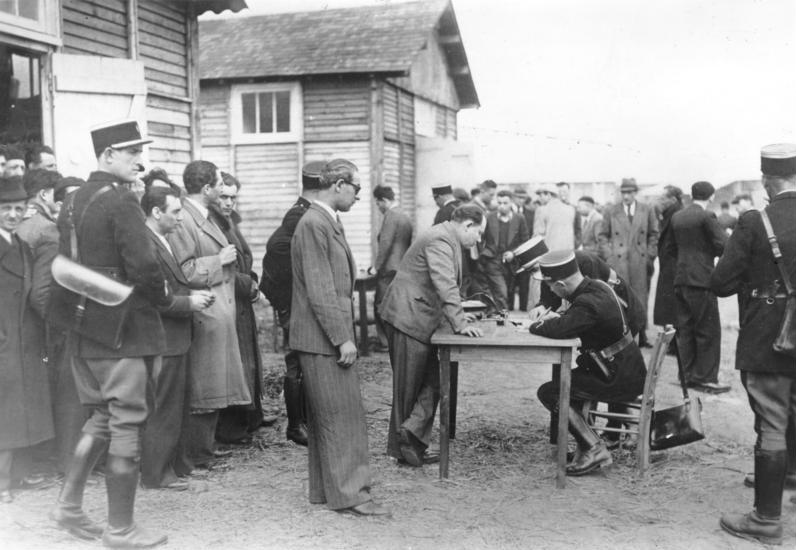
Französische Polizei überprüft angekommene Juden (1941)

Camp de transit de Pithiviers (deutsch Durchgangslager Pithiviers) ist die französische Bezeichnung für ein ehemaliges Durchgangslager in Pithiviers. In Pithiviers, im Département Loiret, ca. 50 km südlich von Paris, wurde zu Beginn des Zweiten Weltkriegs ein Kriegsgefangenenlager errichtet, um darin deutsche Soldaten gefangen zu halten. Nach der französischen Niederlage 1940 wurde es vom französischen Vichy-Regime als Durchgangslager (französisch Camp de transit) für internierte jüdische Franzosen und ausländische Flüchtlinge genutzt. Hier wurden im Mai 1941 bei der Rafle du Billet Vert (Grüne Briefe Razzia, benannt nach der Farbe der Polizeivorladung) viele der 3700 gefangen genommenen ausländischen Juden zunächst inhaftiert.
Von hier aus wurden dann auch 1942 sechs Züge wie auch die Transporte vom Sammellager Drancy und von einem Lager in Beaune-la-Rolande nach der Razzia Rafle du Vélodrome d’Hiver die Deportationen durchgeführt, in denen jeweils 1000 Gefangene ins Vernichtungslager Auschwitz wie Vieh in den Tod transportiert wurden. Daten der Deportation: 25. Juni, 17. und 31. Juli, 3. August und 21. September 1942. Aus diesen Zügen überlebten 115 Deportierte (weniger als 2 Prozent) die Shoa.
Ab Oktober 1943 diente das Durchgangslager als Haftanstalt für französische politische Häftlinge.

## Transport Nr. 6
Der Zug vom 17. Juli 1942 ist in Frankreich als der „convoi n° 6 du 17 juillet 1942“ bekannt geworden, weil in ihm erstmals auch Frauen und Kinder in großer Zahl deportiert wurden. Es war der sechste von 83 Zügen der deutschen Besatzer aus Frankreich nach Auschwitz, in ihm waren 928 Häftlinge. Zu ihnen gehörte die aus der Ukraine stammenden Schriftstellerin Irène Némirovsky.

## Gedenkstätte
Am Ort des Lagers erinnerte eine Tafel an die Opfer der Shoa.